# Федерація профспілок Бутану
Федерація профспілок Бутану (англ. Federation of Bhutanese Trade Unions) була заснована 2001 року. Вона була заснована у вигнанні в столиці Непалу Катманду.
Згідно ICTUR, хоча в федерацію входить 14 галузевих профспілок, у Бутані немає організованого трудового руху.
Президент федерації профспілок — Нанді Неопані (англ. Nandi K.S. Neopaney), генеральний секретар — Нат Тимсіна (англ. Nath Timsina).